# Reşat Nuri Güntekin
Reşat Nuri Güntekin (Istanbul, 25 novembre 1889 – Londra, 7 dicembre 1956) è stato uno scrittore turco.

## Biografia
Autore di opere celebri come Notte verde (1928), Caduta delle foglie (1930) ed Una notte di pioggia (1943), fu deputato al Parlamento turco dal 1933 al 1943 e rappresentante della Turchia all'UNESCO nel 1950.